# Ha-Bonim Dror
Ha-Bonim Dror (hebrejsky הבונים דרור‎) je židovské mládežnické hnutí dělnického sionismu, vzniklé v roce 1982 spojením mládežnických hnutí ha-Bonim (Budovatelé) a Dror (Svoboda). Sesterským hnutím je v Izraeli ha-No'ar ha-oved ve-ha-lomed (tj. doslova „Pracující a studující mládež“).
Hnutí operuje v celkem osmnácti státech světa. V Severní Americe například organizuje letní tábory pro židovské studenty.